# Маецкое
Маецкое — деревня в Духовщинском районе Смоленской области России. Входит в состав Береснёвского сельского поселения. Население — 13 жителей (2007 год). 
Расположена в северной части области в 21 км к северо-западу от Духовщины, в 0,5 км западнее автодороги Р136 Смоленск — Нелидово. В 43 км юго-восточнее деревни расположена железнодорожная станция Присельская на линии Москва — Минск. 

## История
В годы Великой Отечественной войны деревня была оккупирована гитлеровскими войсками в июле 1941 года, освобождена в сентябре 1943 года.  15 сентября  1943 году село было захвачено и удерживалось группой пешей разведки из 8 человек под командованием Карпов, Владимир Васильевич
1. ↑  Освобождение Смоленщины./Энциклопедия Смоленской области. Дата обращения: 5 декабря 2013. Архивировано 27 августа 2016 года.